# Tour de France 1910
Il Tour de France 1910, ottava edizione della Grande Boucle, si svolse in quindici tappe tra il 3 e il 31 luglio 1910, per un percorso totale di 4 737 km. Fu vinto per la prima ed unica volta dal francese Octave Lapize, sul gradino più alto del podio di Parigi nell'unica occasione della carriera in cui riuscì, su sei partecipazioni totali, a terminare la corsa a tappe francese. Si trattò della settima vittoria di un corridore francese.
Lapize, sesto francese vincente nella Grande Boucle, totalizzò 63 punti e si classificò primo davanti al vincitore dell'edizione precedente, il lussemburghese François Faber (secondo classificato per la seconda volta dopo l'edizione del 1908 e al terzo ed ultimo podio, peraltro consecutivo, nel Tour) e al connazionale Gustave Garrigou (terzo classificato e al terzo podio nella Grande Boucle dopo aver colto due volte la seconda posizione nel 1907 e nel 1909).

## Tappe
| Tappa  | Data      | Percorso            | km    | Vincitore di tappa | Leader cl. generale |
| ------ | --------- | ------------------- | ----- | ------------------ | ------------------- |
| 1ª     | 3 luglio  | Parigi > Roubaix    | 272   | Charles Crupelandt | Charles Crupelandt  |
| 2ª     | 5 luglio  | Roubaix > Metz      | 398   | François Faber     | François Faber      |
| 3ª     | 7 luglio  | Metz > Belfort      | 259   | Émile Georget      | François Faber      |
| 4ª     | 9 luglio  | Belfort > Lione     | 309   | François Faber     | François Faber      |
| 5ª     | 11 luglio | Lione > Grenoble    | 311   | Octave Lapize      | François Faber      |
| 6ª     | 13 luglio | Grenoble > Nizza    | 345   | Julien Maitron     | François Faber      |
| 7ª     | 15 luglio | Nizza > Nîmes       | 345   | François Faber     | François Faber      |
| 8ª     | 17 luglio | Nîmes > Perpignano  | 216   | Georges Paulmier   | François Faber      |
| 9ª     | 19 luglio | Perpignano > Luchon | 289   | Octave Lapize      | François Faber      |
| 10ª    | 21 luglio | Luchon > Bayonne    | 326   | Octave Lapize      | François Faber      |
| 11ª    | 23 luglio | Bayonne > Bordeaux  | 269   | Ernest Paul        | François Faber      |
| 12ª    | 25 luglio | Bordeaux > Nantes   | 391   | Louis Trousselier  | François Faber      |
| 13ª    | 27 luglio | Nantes > Brest      | 321   | Gustave Garrigou   | Octave Lapize       |
| 14ª    | 29 luglio | Brest > Caen        | 424   | Octave Lapize      | Octave Lapize       |
| 15ª    | 31 luglio | Caen > Parigi       | 262   | Ernesto Azzini     | Octave Lapize       |
| Totale | Totale    | Totale              | 4 737 |                    |                     |

## Squadre e corridori partecipanti
Parteciparono alla competizione tre squadre oltre ai corridori "Isolati".
| N.      | Cod. | Squadra       |
| ------- | ---- | ------------- |
| 1-10    | -    | Alcyon-Dunlop |
| 11-20   | -    | Legnano       |
| 21-30   | -    | Le Globe      |
| 101-206 | -    | Isolati       |

## Resoconto degli eventi
Per la prima volta dalla creazione del Tour furono affrontati i Pirenei, con le ascese su Colle d'Aubisque, Colle d'Aspin, Col du Peyresourde e Tourmalet; di conseguenza fu anche la prima volta che il Tour fece tappa a Luchon, una piccola località ai piedi dei Pirenei. Altra innovazione di quest'edizione fu l'introduzione in corsa del camion balais ovvero il "camion-scopa", su cui salivano i ciclisti che si ritiravano dalla gara.
Tre squadre si affrontarono lungo il percorso, le francesi Alcyon-Dunlop e Le Globe e l'italiana Legnano, oltre a ottanta corridori "isolati", che correvano senza una squadra in appoggio.
Dopo il successo dell'edizione precedente, il favorito per la vittoria era ancora il lussemburghese François Faber che partì vincendo tre tappe tra il nord della Francia e le Alpi e conquistando la testa della classifica già alla seconda frazione. Ben presto si impose invece Octave Lapize, che già era riuscito a vincere a Grenoble.
Si arrivò alle salite pirenaiche, affrontate su strade strette e non asfaltate, con rapporto fisso in salita e impossibilità di ricevere assistenza in caso di incidenti. Lapize staccò Faber in salita, ma quest'ultimo riuscì a difendere il primato in classifica. Durante la scalata al Tourmalet, Lapize fu vittima di un incidente meccanico, con la rottura del manubrio. Non potendo riparare subito il danno, fu costretto ad affrontare a piedi l'intera discesa del colle pirenaico e, dopo aver riparato la bici, riuscì comunque a vincere la tappa. Celebri furono le parole che pronunciò nei confronti degli organizzatori dopo quella tappa: "Siete degli assassini!".
La rincorsa al primato di Lapize si concretizzò nella terz'ultima frazione, vinta da Gustave Garrigou, che a fine Tour fu nuovamente sul podio, occupando il terzo gradino. Lapize vinse anche la penultima frazione e suggellò così la vittoria finale della Grande Boucle. L'ultima tappa col tradizionale arrivo a Parigi fu appannaggio dell'italiano Ernesto Azzini mentre, per il secondo anno consecutivo, Aldo Bettini terminò al decimo posto in classifica generale finale.
All'arrivo di Parigi François Faber e Gustave Garrigou stabilirono il primato di essere stati i primi corridori della storia del Tour de France a salire sul podio in tre diverse edizioni. Faber diventò il primo corridore a stabilire questo primato in tre edizioni consecutive.
Al Tour de France 1910 parteciparono 110 corridori e 41 giunsero a Parigi. Il francese Adolphe Hélière morì durante un bagno in mare dopo la fine della sesta tappa.
Lapize, oltre a trionfare nella classifica generale, fu anche il corridore che ottenne il maggior numero di vittorie parziali di tappa, quattro sulle quindici totali, François Faber si fermò a tre successi parziali mentre Charles Crupelandt, Émile Georget, Ernest Paul, Julien Maitron, Louis Trousselier, Georges Paulmier, Gustave Garrigou ed Ernesto Azzini vinsero una tappa ciascuno.

## Classifiche finali

### Classifica generale
| Pos. | Corridore           | Squadra       | Punti |
| ---- | ------------------- | ------------- | ----- |
| 1    | Octave Lapize       | Alcyon-Dunlop | 63    |
| 2    | François Faber      | Alcyon-Dunlop | 67    |
| 3    | Gustave Garrigou    | Alcyon-Dunlop | 86    |
| 4    | Cyriel Van Hauwaert | Alcyon-Dunlop | 97    |
| 5    | Charles Cruchon     | Indipendente  | 119   |
| 6    | Charles Crupelandt  | Le Globe      | 148   |
| 7    | Ernest Paul         | Indipendente  | 154   |
| 8    | André Blaise        | Alcyon-Dunlop | 166   |
| 9    | Julien Maitron      | Le Globe      | 171   |
| 10   | Aldo Bettini        | Alcyon-Dunlop | 175   |